# Palazzetto (Chiusdino)
Palazzetto è una frazione del comune italiano di Chiusdino, nella provincia di Siena, in Toscana.

## Geografia fisica

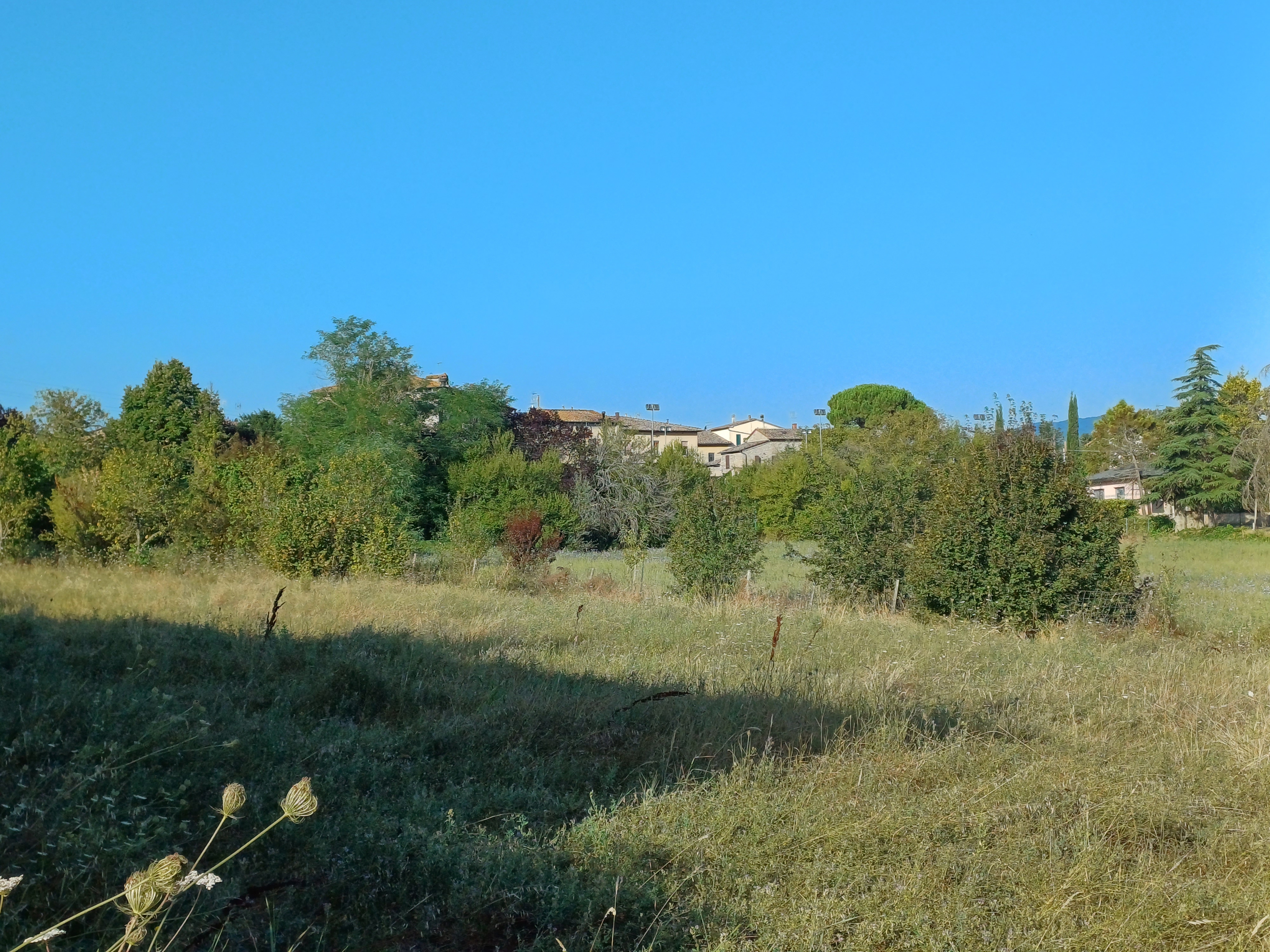
Palazzetto (Chiusdino) - veduta

La frazione di Palazzetto è situata su un pianoro lungo la valle del Merse, ed è attraversata dalla ex strada statale 441 Massetana (ora strada provinciale 441 Massetana) che collega il Senese con Massa Marittima e la Maremma grossetana. A 2 km circa, in direzione Siena, sono situate l'abbazia di San Galgano e la cappella di San Galgano a Montesiepi, mentre a 6 km circa, in direzione Massa Marittima, il castello di Miranduolo.

## Storia

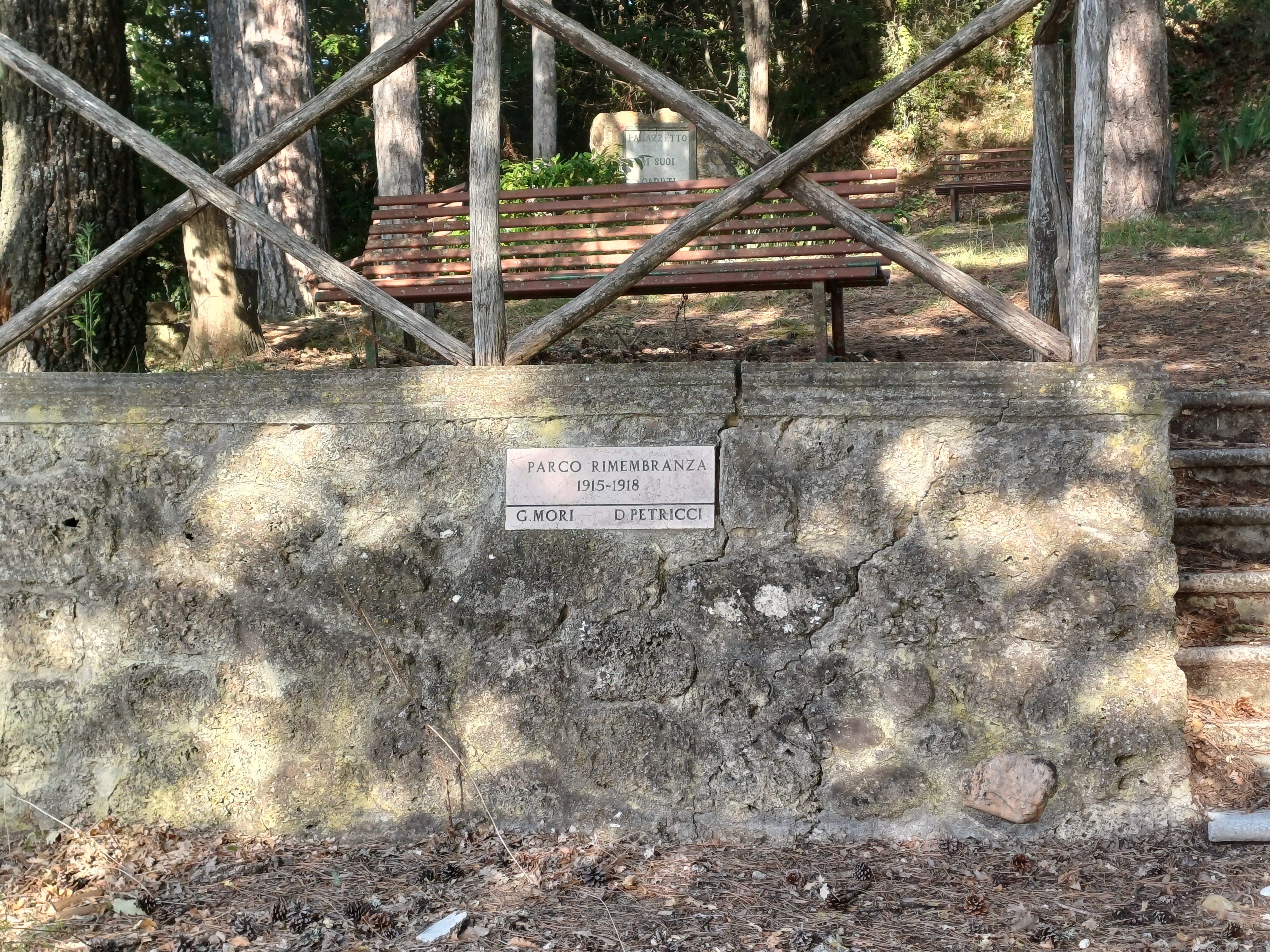
Palazzetto (Chiusdino) - Parco della Rimembranza

In località Le Segalaie e Ciglierese sono stati rinvenuti reperti archeologici interpretati come raschiatoi, numerosi frammenti di diaspro lavorati, ceramica, laterizi e scorie ferrose, con una datazione che si pone tra paleolitico medio-superiore ed Età dei metalli. In località Palazzetto, a 375 m s.l.m. è stata rinvenuta una tomba a camera di generica età romana.
La frequentazione del Podere Greppoli, a 500 m circa da Palazzetto, è attestata a partire dalla prima metà del XIII secolo, con un nucleo abitato di cui non è stato possibile definire la consistenza.
Agli inizi del XIV secolo sono documentati vari insediamenti religiosi quali l'«Ecclesia Sancti Pancratii» (attuale podere San Pangrazio) e l'«Ecclesia Sancti Petri», oggi non più esistenti. La prima viene annessa alla proprietà dell'Abbazia di Serena con un privilegio proclamato da Enrico V di Franconia del 1111; la seconda, identificata Case San Pietro, è citata in un contratto del 1257 ed è menzionata nel Catasto Leopoldino del 1820 con il toponimo "Santo Pietro".
La località Casa Castri è indicata da più fonti storiche come punto nodale, nella seconda metà del XVI secolo, per il passaggio della "strada maestra di Massa Marittima". Vi sorgeva l'omonima osteria, di proprietà della comunità di Chiusdino, e rappresentava, come altre strutture analoghe, una sorta sia di ospedale che di ospizio per pellegrini. Con il cambio del tracciato stradale, nel Settecento l'osteria viene trasformata in podere.
La zona risulta abitata sin dalla preistoria grazie alla ricchezza di acqua e al clima mite; successivamente, la presenza dell'abbazia di San Galgano favorì la bonifica di terre palustri, messe poi a coltura, e la costruzione di mulini e gualchiere. Venne utilizzata anche per la transumanza di greggi ma fu soggetta a ingente spopolamento a causa delle carestie, della peste e delle compagnie di ventura. Verso la fine del XIX secolo, alla sinistra della strada in direzione Massa Marittima, fu costruito il primo palazzo che si presume abbia dato il nome all'abitato.
Dopo un primo progetto compilato nel 1882 dall'ingegner Alceo Taddei, poi ripreso in un altro del 1899 denominato Giardi-Cinquini, la zona avrebbe dovuto essere attraversata dalla mai realizzata ferrovia Siena-Massa Marittima, con una fermata in prossimità di San Galgano prevista per il solo servizio viaggiatori.
Negli anni '50 del XX secolo ospitò un deposito del Consorzio Agrario di Siena.
Nel 1997 il paese raggiunse la ribalta delle cronache nazionali per l'iniziale opposizione alla creazione di un campo di raccolta di profughi albanesi. A tal proposito, fu anche citato in un intervento alla Camera del deputato Simone Gnaga durante la discussione per la conversione in legge del decreto-legge 20 marzo 1997, n.60, recante interventi straordinari per fronteggiare l'eccezionale afflusso di stranieri extracomunitari provenienti dall'Albania.

## Sport
Il 13 maggio ha visto il passaggio della 3ª tappa del Giro d'Italia 2019, da Vinci a Orbetello vinta dal colombiano Fernando Gaviria.